# BT (Zeitung)
BT, bis 2012 B.T., ist eine 1916 gegründete dänische Boulevardzeitung mit Sitz in Kopenhagen. Sie gehört dem dänischen Medienunternehmen Berlingske Media an, das seinerseits Teil der Mecom Group ist.
Berlingske Media gibt unter anderem die konservative Tageszeitung Berlingske (bis 2011 Berlingske Tidende) heraus, von deren Anfangsbuchstaben sich die Bezeichnung der B.T. ableitet. B.T. wurde als konservative Alternative zur bereits seit 1904 herausgegebenen Boulevardzeitung Ekstra Bladet gegründet. Zusammen stellen diese beiden Zeitungen die dänische Boulevardpresse dar. Seit dem Aufkommen der Gratiszeitungen und des Internets ist die Auflage wesentlich zurückgegangen, so dass sie im Juli 2011 noch 74.858 Exemplare täglich betrug. Allerdings fiel der Rückgang nicht so stark wie beim Ekstra Bladet aus, der mit einer Auflage von 73.812 Exemplaren erstmals hinter B.T. zurückfiel. Von den Gratiszeitungen unterscheiden sich diese beiden Blätter in der Aufmachung (hoher Bildanteil) und im Inhalt (selbst recherchierte Berichterstattung mit Konzentration auf Prominente, Sensationen und Sport).
Die Webpräsenz bt.dk wird monatlich von mehr als 1,1 Millionen Internetbenutzern aufgerufen und gehört damit zu den größten Nachrichtenportalen Dänemarks.